# Famille de La Valette-Parisot
La famille de La Valette-Parisot, olim Valette, puis de Valette, de La Valette, est une famille noble française originaire du Rouergue, anoblie en 1382, et éteinte vers la fin du XVIIIe siècle. Elle a formé plusieurs branches, établies dans l'Aveyron, le Tarn-et-Garonne, et les départements alentour. Elle a été illustrée notamment par Jean de Valette (1494-1568), 49e grand maître de l'ordre de Saint-Jean de Jérusalem, connu pour avoir soutenu face aux Ottomans le siège de Malte de 1565 et avoir fondé et donné son nom à l'actuelle capitale de Malte, La Valette.

## Histoire
Selon le généalogiste Paul Louis Lainé : « Cette famille descend de riches bourgeois de Rodez. Leurs auteurs, Bernard Valette et Pierre son fils, furent anoblis par lettres patentes du mois de mars 1382. Le même Pierre Valette, fils de Bernard, prend la qualité de damoiseau dans un hommage lige qu'il rendit le 23 mars 1391 au comte de Rodez, Bernard d'Armagnac, pour divers fiefs et biens qu'il avait achetés, savoir la terre et le château de Parisot, le mas del Garric, le château del Rocos, les mas de Neuf Eglises, Belvezer, Puechgal, du Verdier, d'Aoust, de la Cassagne, de Pers, de la Roque, du Bac, del Camp, del Prat, de la Teule etc. (Chambre des comptes de Paris, registre des anoblissements depuis 1347 jusqu'en 1660, recueil de Doal, tome XI, folio 270 à 279) ».
Guillot II, seigneur de Valette et de Parisot, épouse en 1535 Antoinette Nogaret de La Valette,.
Barthélémy de La Valette-Parisot (1725 - après 1790), seigneur de Labro, marié en 1761 à Toulouse avec Marie Claire de Courtois (1739), sans postérité, est le dernier représentant connu de cette famille.

## Branches

### Branche de Parisot
- Bernard Valette, bourgeois de Rodez où il est né vers 1312, devient trésorier des comtes de Rodez en 1358, charge qui lui permit de s'enrichir considérablement. Il achète en 1374 les rentes du domaine de Campels à Maleville où il teste en 1381, est anobli en même temps que son fils Pierre en 1382, et achète la seigneurie de Parisot. De son mariage vers 1340 avec Marie de Peyre, fille de Pierre de Peyre, seigneur de Peyre, et de Gauceline d'Arpajon, il laisse trois filles et deux fils, dont:
  - Pierre de Valette, qui rend hommage lige le 23 mars 1391 au couvent des Frères mineurs de Rodez à Bernard d'Armagnac, comte de Rodez, pour tous les biens qu'il a acquis avec son père, dont le château de Parisot. De son mariage avec Louise de Levezou de Vezins, fille de Déodat de Levezou et de Ricarde de Caylus, il laisse trois fils dont:
    - Amalric de Valette, né au palais Valette à Rodez, seigneur de Parisot, de Balaguier, de Prévinquières, de Rieupeyroux, de Labro, se marie le 9 février 1397 à Rodez avec Sicarde de Lévis, dame de Grammont et de Pradines, file de Pierre de Lévis, seigneur de Carcenac, et de Lombarde de Saint-Paul, qui lui donne au moins deux fils qui vont former les branches de Parisot et de Cornusson:
      - Pierre II de La Valette-Parisot, sénéchal de Quercy et de Périgord, seigneur de Parisot, Grammont, Pradines, Carcenac, marié le 27 juillet 1445 avec Bertrande d'Hébrard de Saint-Supice, fille d'Arnaud d'Hébrard de Saint-Sulpice, et de Marguerite de La Popie qui lui donne plusieurs enfants dont:
        - Jean II de La Valette-Parisot,
          - Jean III de La Valette-Parisot,
            - Jean IV de La Valette-Parisot,

      - Bernard II de La Valette, seigneur de Labro et de Cornusson, auteur des branches de Labro et de Cornusson

### Branche de Labro
Bernard II de Valette, seigneur de Labro, de Cornusson, coseigneur de Parisot, capitaine de 50 armes des ordonnances du roi, se marie le 6 mais 1445 avec Gaillarde de Morlhon, dame de Boismenu, fille de Jean de Morlhon, seigneur de Fourquevaux, qui lui donne quatre fils et trois filles, dont Pons et Guilhot:
- Pons de La Valette, seigneur de Labro, marié le 31 juillet 1481 à Vileneuve avec Catherine de Tourlong, fille d'Arnaud de Tourlong, seigneur d'Orlhonac, et d'Antoinette de Leberon, qui lui donne quatre fils et quatre filles dont:
  - Arnaud de La Valette, coseigneur de Parisot, seigneur de Labro, de Labadié, marié en 1520 avec Béatrix de Torsiac, fille de Rigaud et d'Hippolyte de Montecuculli, qui lui donna quatorze enfants vivants, dont:
    - Robert de La Valette marié en premières noces le 4 août 1551 avec Iphigénie Farnèse, fille de Pietro Farnese et de Savina Savelli, et en secondes noces le 9 mars 1557 avec Jeanne Martel, fille de Jean Martel, seigneur de Caussade et de Réalville, et de Claire de Boysson de Beauteville, qui lui donne trois fils et six filles, dont:
      - Jean de La Valette, seigneur de Labro, marié en 1599 avec Isabeau de Bridiers, dame de Lalbenque, fille de Léonard de Bridiers, seigneur de Villemort en Berry, et de Gabrielle de Gontaut-Cabrerets, dame de Lalbenque. Ils s'établissent à Lalbenque où la descendance de leur fils et de leurs deux filles mariées se sont fixés :
        - Charles de La Valette, seigneur de Labro, de Lalbenque, de Labadié, de Saint-Hilaire, marié le 18 février 1820 avec Angélique de Pechpeyrou, fille de Bertrand, seigneur de Beaucaire, et d'Eléonore de Cheverry,
        - Jeanne de La Valette, mariée avec Jean de Murat, seigneur d'Ayant, puis en 1626 avec Jacques de Carjac, seigneur de Gaillac, fils d'Olivier de Cajarc et de Marguerite de Durfort,
        - Claire de La Valette, mariée le 27 juillet 1630 à Parisot avec Jean-Pierre-Henri de Saint-Exupéry, seigneur de Saint-Amans, fils de Jean de saint-Exupéry, seigneur de Pignols, et de Jeanne de Parazol en Quercy.
          - Jean de La Valette-Parisot, baron de Lalbenque, de Labadié, marié le 15 juin 1655 avec Louise de Lafon, fille de Jean de Lafon, seigneur de Monvalenc en Quercy, président au Présidial de Cahors, qui lui donne sept fils et une fille:
            - Barthélemy de La Valette-Parisot, marquis de La Valette, baron de Lalbenque et de Saint-Hilaire, marié le 2 février 1692 avec Claire de Raynal, fille de Pierre de Raynal, conseiller à la Cour des aides de Montauban, et de Marthe de Cajarc, ...

      - Joseph de La Valette, chevalier de Saint-Jean-de-Jérusalem
      - Jeanne de La Valette-Parisot, mariée en 1580 avec François d'Alboy, seigneur de Montrosier, fils de Jean d'Alboy, seigneur de Montrozier, et de Madeleine Jouery du Claux
      - Claire de La Valette, mariée en 1589 à Antoine de Lom, seigneur de Félines, fils de Bertrand de Lom, seigneur de Lart, et de Gabrielle de Peyrusse
      - Beatrix de La Valette, mariée

  - Antoine de La Valette, chevalier de Saint-Jean-de-Jérusalem en 1556, commandeur de Saint-Cirq et de Canhac.
  - Valéric mariée en 1558 à Pierre del Salès, seigneur de Bar
  - Jean de La Valette dit le Gros, chevalier de Ordre du Saint-Esprit, chambellan du roi, lieutenant-général de ses armées pendant la Régence de Catherine de Médicis, marié en 1566 avec Anne de La Pérède, meurt sans enfants le 2 août 1599 au château de Najac,
  - Jean de La Valette, dit le Tondu, marié en 1568 avec Alix de La Pérède, qui lui donne deux filles mariées,
  - Jean de La Valette, dit le Petit, marié en 1559 avec Antoinette de Malterre, qui lui donne trois filles mariées,
  - Bégon et François
- Guillot de La Valette, seigneur de Boismenon et de Cornusson, chevalier, gentilhomme ordinaire de la Chambre du roi, épouse en 1486 Jeanne de Castres, fille de Jean de Castres et de Catherine de Balaguier[5].

### Branche de Cornusson
- Guillot de La Valette, seigneur de Boismenon et de Cornusson, chevalier, gentilhomme ordinaire de la Chambre du roi, épouse en 1486 Jeanne de Castres, qui lui donne six fils et quatre filles dont :
  - Guillot II de La Valette-Parisot, seigneur de Parisot, baron de Cornusson, chevalier de l'ordre de Saint-Michel, gouverneur du pays de Rouergue, épouse en 1535 Antoinette de La Valette-Nogaret :
    - François de La Valette, marquis de La Valette, baron de Cornusson, capitaine de cent hommes d'armes, lieutenant du roi en Guyenne, gouverneur et sénéchal de Toulouse et du pays albigeois en 1576, gentilhomme ordinaire de la chambre en 1581, conseiller d'État en 1582, chevalier de l'Ordre du Saint-Esprit, épouse le 21 juin 1563 Gabrielle de Murat de Lestang :
      - Jean de La Valette, de la branche des marquis de Cornusson,
      - François II de La Valette-Cormusson, évêque de Vabres, en 1600,
      - Jean de La Valette, marquis de La Valette, il épouse le 24 octobre 1592 Philippe de Burine de Chabriol, héritière de sa maison :
        - Antoine de La Valette, comte de La Valette-Chabriol, épouse le 10 octobre 1614 Françoise d'Albon de la Rosière :
          - François de La Valette, comte de La Valette-Chabriol, épouse le 21 mai 1638 Marie de La Blache
          - Louise de La Valette, mariée à André de la Traverse

      - Jeanne de La Valette mariée à Raimond de Pins,
      - Jean de La Valette.

  - Jean de Valette, grand maître de l'ordre de Saint-Jean de Jérusalem entre 1557 et 1568,
  - Guillaume de Valette, prieur de Saint-Saturnin
  - François Ier de La Valette-Cormusson, évêque de Vabres en 1561, eut à subir les attaques, les pillages et les déprédation calviniste, dût réfugier au Château de Saint-Izaire où il mort en 1585.
  - Antoinette de Valette, mariée en 1533 à Raymond de Gibry, seigneur de Caylus en Quercy,
  - Béatrix de Valette, mariée à Hugue de Brailh (d'Hébrard), seigneur de Carmaux en Albigeois.

### Branche de Viescamp
Cette branche établie au château de Viescamp en Haute-Auvergne commence avec le mariage de :
- Jean de La Valette, fils de Bérenger, seigneur de la Poujade, et de Catherine de Châteauneuf, dame de Boisse, le 4 octobre 1599 avec Isabelle de La Panouse, dame de Viescamp, fille de Guy de la Panouse et de Françoise de Beaumont-Labatut, qui lui donne huit enfants, dont:
  - Pierre de La Valette (+1679), capitaine des chevau-légers au Régiment de Noailles, seigneur de la Pojade, de Boisse et de Viscamp, marié le 24 janvier 1641 avec Rose de Pestels (1606-1686), fille de Jean-Claude de Pestels et de Françoise de Chalons, dame de la Chapelle-aux-Plats. Leur fils:
    - Pierre II de La Valette, seigneur de Viescamp, épouse le 10 juin 1676 Madeleine de La Garde de saigne, fille de René II de la Garde de Saignes, baron de Parlan et d'Antoinette de Fontanges. Leur fils:
      - Louis de La Valette, seigneur de Viescamp, marié à Aurillac le 4 janvier 1676 à Françoise Bonhoure, fille de Charles Bonhoure, avocat au présidial, et de Marie Dabernat, qui lui donne un seul fils :
        - Jean-Baptiste de La Valette, et comme héritière :
        - Marianne de La Valette, dame de Viescamp, mariée le 27 juin 1753 avec Théodose du Motteau, qui reconstruit en partie le château détruit par un incendie et qui transmet le fief de Viescamp à leurs descendants[6].

## Personnalités
- Jean de Valette, grand maître de l'ordre de Saint-Jean de Jérusalem, défenseur de l'île de Malte en 1565 (voir Grand Siège de Malte)
- François Ier de La Valette-Cormusson, évêque de Vabres en 1561
- François II de La Valette-Cormusson, évêque de Vabres, en 1600